# سوتلانا گریگوریان (پزشک)
سوتلانا ویکتوری گریگوریان (ارمنی: Սվետլանա Վիկտորի Գրիգորյան؛ انگلیسی: Svetlana Grigoryan؛ زادهٔ ۸ مارس ۱۹۵۰) قلب‌شناس، و پزشک اهل ارمنستان است.

## زندگی‌نامه
وی در ۸ مارس ۱۹۵۰ در ایروان به دنیا آمد و از دانشگاه پزشکی دولتی ایروان (۱۹۷۲) فارغ‌التحصیل گشت. 

## یادداشت
1. ↑  բժշկական գիտությունների դոկտոր